# Melanoplus spretus
Criquet des montagnes Rocheuses
Espèce
Synonymes
- Caloptenus spretus Walsh, 1866[1]
- Acridium spretis Thomas, 1865[1],[2]

Statut de conservation UICN

 EX  : Éteint
Répartition géographique
Melanoplus spretus, le Criquet des montagnes Rocheuses, est une espèce de sauteriau disparue qui occupait la moitié ouest des États-Unis et une partie de l'ouest du Canada. On en a observé de nombreux nombres jusqu'à la fin du XIXe siècle. Les observations ont souvent montré que ses essaims étaient bien plus nombreux que ceux de toute autre espèce de criquet. Une observation célèbre datant de 1875 a été estimée à une superficie de 498 000 kilomètres carrés (plus grande que la superficie de la Californie), pesant 27,5 millions de tonnes et comprenant quelque 12 500 milliards d'insectes, soit la plus grande concentration d'animaux jamais enregistrée, selon le Livre Guinness des records.
Moins de 30 ans plus tard, l'espèce était apparemment éteinte. La dernière observation d'un spécimen vivant remonte à 1902, dans l'ouest du Canada. Comme on ne s'attendait pas à l'extinction d'une créature aussi omniprésente, très peu de spécimens ont été collectés (bien que quelques restes préservés aient été découverts sur les glaciers Knife Point, dans le Wyoming, et Grasshopper, dans le Montana).
Les criquets des montagnes Rocheuses faisaient partie du régime alimentaire du courlis esquimau (Numenius borealis), espèce en danger critique d'extinction, voire probablement éteinte, lors de sa migration printanière, et l'extinction de ce criquet a été considérée comme un facteur du déclin du courlis.

## Taxonomie
Le nom de l'espèce a été officiellement publié avec le binôme latin Caloptenus spretus en 1866 par B.D. Walsh, tel que nommé par « M. Uhler, sans le décrire », ajoutant que « le nom 'spretus' signifie 'méprisé' et fait apparemment référence au fait qu'il a été jusqu'alors méprisé ou négligé par les entomologistes ». Walsh ne fournit aucune description de l'espèce, à l'exception de la longueur des ailes des femelles, ainsi que de certains aspects de la biologie, de l'écologie et de la lutte contre les ravageurs. Certains entomologistes attribuent l'origine du binôme Caloptenus spretus à C. Thomas, mais ne respectent pas le principe de priorité,. Le traitement du genre Melanoplus a débuté en 1878 dans des publications de S. H. Scudder, qui a souligné la différence entre le genre Caloptenus, qu'il a noté comme étant plus correctement orthographié Calliptenus et Melanoplus,,.
L'espèce serait descendue des Rocheuses vers les prairies en grand nombre seulement certaines années, notamment pendant les saisons sèches, sous l'effet des vents d'ouest. Les infestations duraient généralement deux années consécutives. Bien qu'un grand nombre d'œufs aient été pondus dans les prairies lors des années d'infestation, les individus issus de ces œufs ne se sont généralement pas développés, une situation attribuée au manque d'adaptation de l'espèce aux habitats de prairie.

## Répartition et habitat

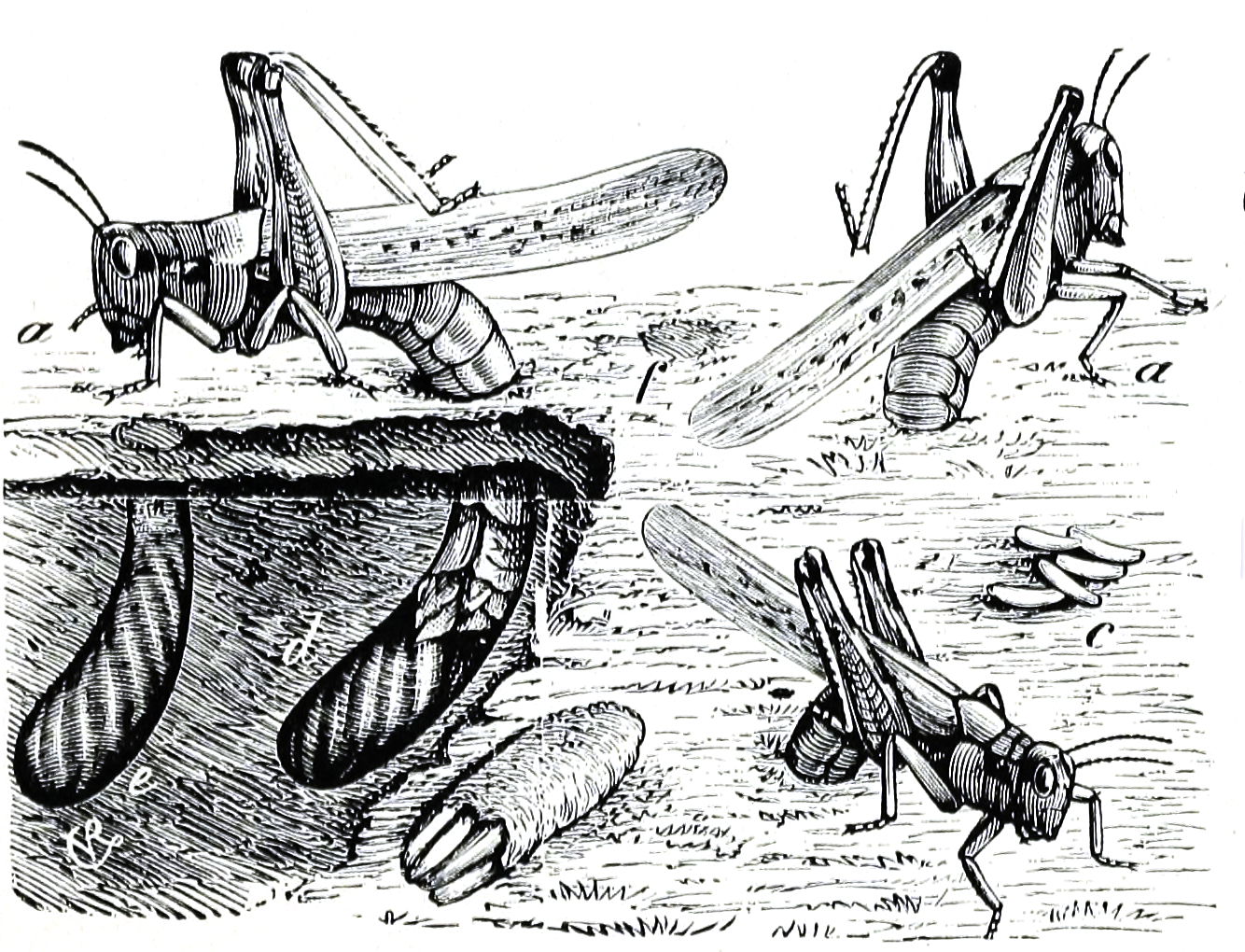
Illustration de la ponte des œufs par les femelles (1877)

Le criquet des montagnes Rocheuses était présent des deux côtés des Rocheuses et dans la plupart des prairies. Se reproduisant dans les zones sablonneuses et prospérant dans des conditions chaudes et sèches, on a émis l'hypothèse qu'il aurait pu dépendre des hautes herbes des prairies pendant les périodes plus sèches. La destruction de l'habitat de prairie, l'introduction d'une nouvelle flore et faune, ainsi que les pratiques agricoles, pourraient avoir entraîné l'extinction de l'espèce. Un grand nombre de criquets, dont un grand nombre de criquets des montagnes Rocheuses enfouis dans la glace des Rocheuses, ont donné son nom au glacier Grasshopper. Les plus anciens fossiles connus indiquent que les criquets des montagnes Rocheuses étaient présents au Nevada depuis le Pléistocène supérieur, daté de 14 305 à 14 067 ans calibrés avant le présent (environ plus de 12 100 ans avant J.-C.).

## Histoire
Le problème des criquets des montagnes Rocheuses s'est aggravé au XIXe siècle, avec l'expansion de l'agriculture vers l'ouest, leur habitat privilégié. Des infestations plus ou moins graves ont éclaté en 1828, 1838, 1846 et 1855, touchant des régions de l'Ouest. Des invasions ont touché le Minnesota en 1856-1857, puis à nouveau en 1865, et le Nebraska a subi des infestations répétées entre 1856 et 1874.

### Dernier essaim important (1873-1877)
Les derniers essaims importants de criquets des montagnes Rocheuses ont eu lieu entre 1873 et 1877, causant des dégâts agricoles d'une valeur de 200 millions de dollars au Colorado, au Kansas, au Minnesota, au Missouri, au Nebraska et dans d'autres États. Un agriculteur a rapporté que les criquets ressemblaient à « un grand nuage blanc scintillant, car leurs ailes captaient la lumière du soleil et les faisaient ressembler à un nuage de vapeur blanche », tandis qu'un autre a décrit l'expérience comme « une grosse tempête de neige, où l'air était rempli de flocons énormes ». Les criquets ont non seulement dévoré l'herbe et les précieuses récoltes, mais aussi le cuir, le bois, la laine de mouton et, dans des cas extrêmes, même les vêtements des gens. Les trains étaient parfois immobilisés après avoir dérapé sur de nombreux criquets écrasés sur les rails,. Alors que les essaims empiraient, les agriculteurs ont tenté de les contrôler en utilisant de la poudre à canon, des feux (parfois creusés dans des tranchées pour brûler autant de criquets que possible), en les enduisant de « hopperdozers », un type de charrue tirée par des chevaux et munie d'un bouclier qui projetait les criquets sauteurs dans une casserole de poison liquide ou de carburant, voire en les aspirant dans des engins ressemblant à des aspirateurs, mais tous ces moyens se sont avérés finalement inefficaces pour arrêter les hordes.

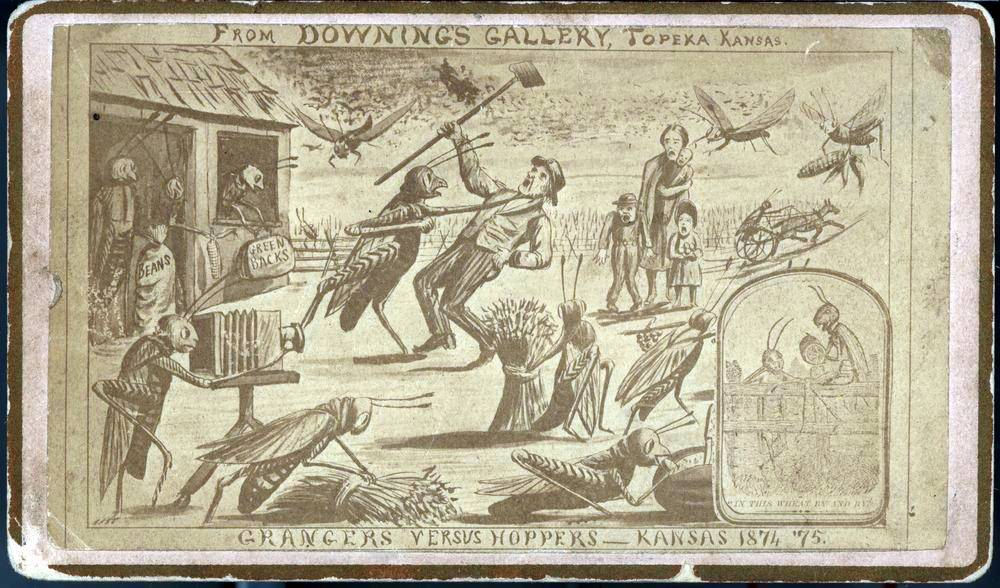
Caricature de Henry Worrall de 1875 montrant des agriculteurs du Kansas luttant contre des sauterelles géantes.

Les agriculteurs ont finalement réagi avec force à la destruction de l'essaim ; une loi du Nebraska de 1877 stipulait que toute personne âgée de 16 à 60 ans devait travailler au moins deux jours pour éliminer les criquets dès leur éclosion, sous peine d'amende de 10 dollars. La même année, le Missouri offrait une prime de 1 dollar par boisseau pour les criquets récoltés en mars, de 50 cents par boisseau en avril, de 25 cents en mai et de 10 cents en juin. D'autres États des Grandes Plaines ont proposé des primes similaires.
Charles Valentine Riley, entomologiste du Missouri, a imaginé une recette de criquets assaisonnés de sel et de poivre et poêlés au beurre. La recette a été vendue, mais certains ont déclaré qu'ils « préféraient mourir de faim plutôt que de manger ces horribles créatures ».

### Extinction
Dans les années 1880, les agriculteurs s'étaient suffisamment remis de leurs problèmes de criquets pour pouvoir envoyer des wagons entiers de maïs aux victimes des inondations dans l'Ohio. Ils se sont également tournés vers des cultures plus résistantes, comme le blé d'hiver, qui mûrissait au début de l'été, avant que les criquets ne puissent migrer.
L'insecte a été observée vivante pour la dernière fois en 1902.
Melanoplus spretus a été officiellement déclarée éteinte par l'UICN en 2014. La justification ne mentionnait pas l'analyse ADN de 2004. Il a été suggéré que le courlis esquimau, aujourd'hui en danger critique d'extinction, se nourrissait de criquets lors de sa migration printanière et que son extinction pourrait avoir accentué les pressions exercées sur des populations de courlis déjà en déclin, notamment la chasse et la conversion de leurs prairies en terres agricoles,.

## Théories de l'extinction

### Changements de type de culture
On suppose que le blé d'hiver a joué un rôle dans la réduction des sources de nourriture des criquets. La luzerne, connue pour avoir contribué à la diminution d'autres populations de criquets, est également évoquée.

### Destruction des aires de reproduction
On a émis l'hypothèse que le labour et l'irrigation par les colons, ainsi que le piétinement du bétail et d'autres animaux d'élevage près des ruisseaux et des rivières des Rocheuses, ont détruit leurs œufs dans les zones où ils vivaient en permanence, ce qui a finalement causé leur disparition. Par exemple, des rapports de cette époque suggèrent que les agriculteurs ont tué plus de 150 caisses d’œufs par pouce carré lors des labours, du hersage ou des inondations:11–12.
Il semble que cette espèce ne vivait et ne se reproduisait dans les prairies que temporairement, pendant les années d'essaimage, chaque génération étant plus petite que la précédente et s'éloignant toujours plus des Rocheuses. Ses aires de reproduction permanentes semblaient quant à elles limitées à une superficie comprise entre 7,8 et 7 770 kilomètres carrés de sols sablonneux près des ruisseaux et des rivières des Rocheuses, correspondant aux terres arables et pastorales exploitées par les colons.

### Troupeaux de bisons
Le déclin des troupeaux de bisons et des populations amérindiennes a été théorisé.

### Non-extinction
Les criquets étant une forme de sauteriau apparaissant lorsque les populations atteignent de fortes densités, on a émis l'hypothèse que M. spretus pourrait ne pas être éteinte, que des individus en phase solitaire d'un sauteriau migratreur pourraient se transformer en criquet des montagnes Rocheuses dans des conditions environnementales favorables. Cependant, les expériences de reproduction menées sur de nombreuses espèces de criquets dans des environnements à forte densité n'ont pas permis d'invoquer le célèbre insecte.

## Espèces proches
M. spretus ressemble à une forme migratrice de M. sanguinipes, et il a été suggéré que les deux espèces soient des taxons frères (les plus proches parents).
En 2004, quatre parties de l'ADN mitochondrial ont été séquencées à partir de spécimens de M. spretus provenant de musées et de fragments conservés dans des dépôts glaciaires gelés. Cette étude a comparé l'espèce à d'autres espèces nord-américaines du genre Melanoplus et a confirmé son appartenance au genre. Le statut de M. spretus en tant qu'espèce distincte n'est pas solidement établi en raison d'un tri de lignées incomplet de ces quatre parties, ce qui signifie que les échantillons de l'espèce ne forment pas un groupe monophylétique dans l'arbre phylogénétique de cette étude. Le même phénomène a également été observé chez M. sanguinipes, M. mexicanus, M. bruneri, M. femurrubrum, et M. borealis, cinq espèces dont la distinction n'a pas été remise en question. Le dernier nœud ancestral commun à tous les membres de M. spretus se ramifie également en huit espèces (les cinq susmentionnées et M. devastator, M. fasciatus, M. madeleineae, et M. gaspesiensis), ce qui signifie que l'arbre lui-même ne fournit aucune information sur laquelle de ces huit espèces est la plus proche de M. spretus. Les auteurs mentionnent que M. bruneri apparaît comme un taxon frère plus probable dans une analyse statistique complémentaire.
L'analyse de 2004 a produit les seules séquences d'ADN de l'espèce sur GenBank en 2025.

## Culture

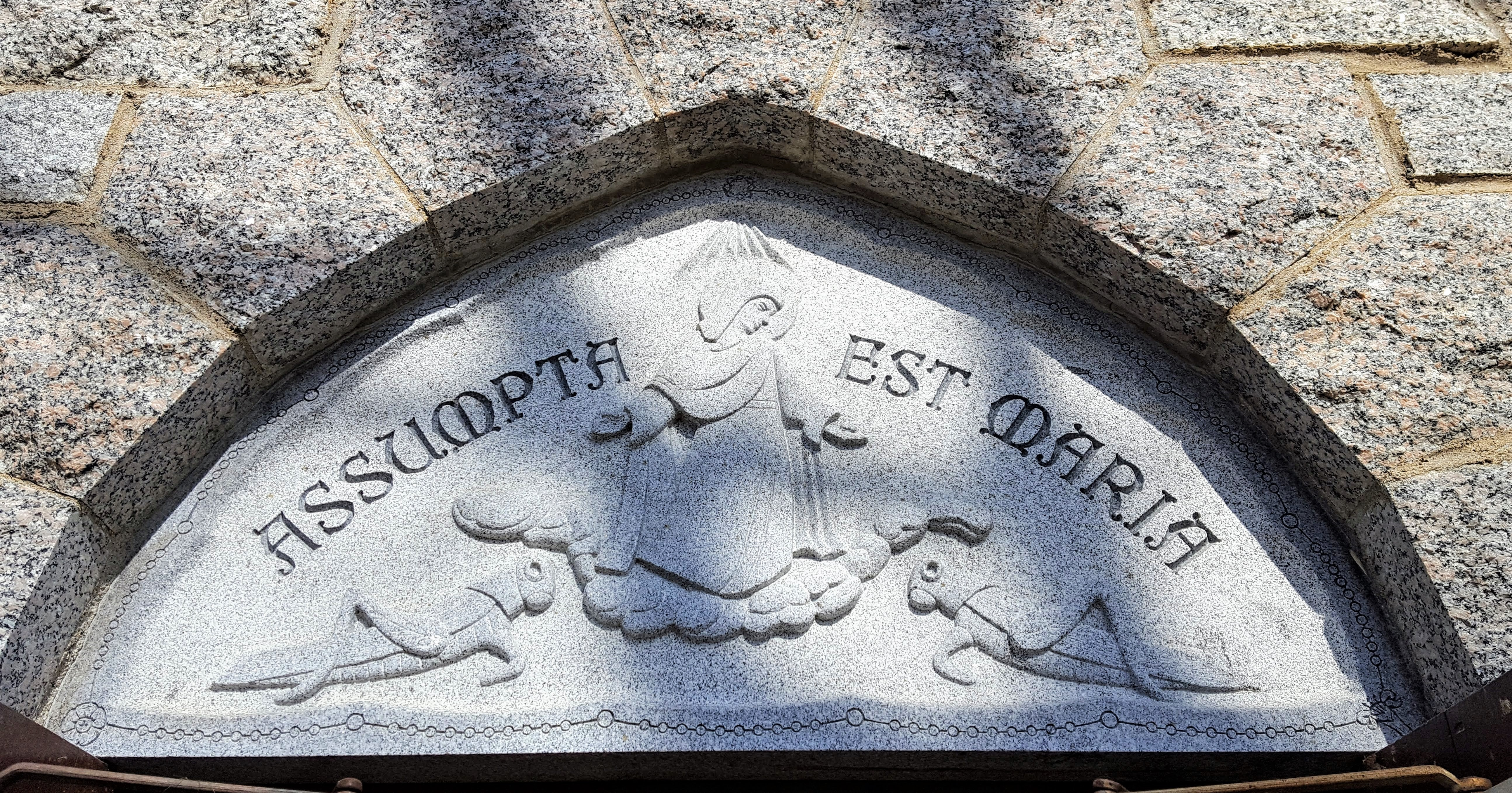
Inscription au-dessus de la porte de la chapelle de la Sauterelle

La chapelle de l'Assomption à Cold Spring, dans le Minnesota, a été fondée en 1877 comme lieu de pèlerinage chrétien par des agriculteurs pionniers catholiques germano-américains, soi-disant pour éloigner de futures invasions de criquets, semblables à celles qu'ils avaient connues dans les années 1850 et 1870. La fête de saint Magnus de Füssen, traditionnellement connu dans le sud de l'Allemagne comme l'un des protecteurs des agriculteurs contre les orages et les invasions de vermine, le 6 septembre, était célébrée localement sous le nom de « Jour des sauterelles ».
La chapelle de pèlerinage dédiée à saint Boniface, située à proximité de St. Augusta, dans le Minnesota, date de la même époque et a été construite pour exactement la même raison. Il existe une tradition locale similaire de pèlerinages au sanctuaire le 5 juin, jour de la fête de saint Boniface, missionnaire bénédictin anglais, évêque et martyr qui a contribué à la christianisation des peuples germaniques et qui est toujours vénéré comme l'« apôtre des Allemands », saint patron de la germanosphère et de la diaspora allemande.
On trouve une description semi-fictionnelle des ravages causés par les criquets des montagnes Rocheuses dans les années 1870 dans le roman semi-autobiographique « Sur les rives de Plum Creek » de Laura Ingalls Wilder. Sa description s'inspire d'incidents réels survenus dans l'ouest du Minnesota durant les étés 1874 et 1875, lorsque les criquets ont détruit les récoltes de blé de sa famille.
On trouve une autre description saisissante des ravages causés par les criquets dans le livre d'Ole Edvart Rølvaag, Géants sur la Terre, inspiré en partie de ses propres expériences et de celles de la famille de sa femme.
En 2018, un opéra de chambre sur le criquet des montagnes Rocheuses, intitulé Locust: The Opera, a été créé dans le Wyoming, aux États-Unis. Le livret de cet opéra a été écrit par le professeur et auteur Jeffrey Lockwood, qui l'a adapté de son livre Locust: the Devastating Rise and Mysterious Disappearance of the Insect that Shaped the American Frontier.,.

### Citations
1. 1 2 3  Sutton et al. 1996, p. 1.
2. 1 2  Gurney & Brooks 1959, p. 55.
3. ↑  « Melanoplus spretus, Rocky Mountain grasshopper », sur Animal Diversity Web, University of Michigan Museum of Zoology (consulté le 16 avril 2009)
4. 1 2  Canada's History, October–November 2015, pages 43-44
5. 1 2  Jeffrey Lockwood, « The death of the Super Hopper », sur HighCountryNews, 3 février 2003 (consulté le 7 février 2022)
6. ↑  B.D. Walsh, « Grasshoppers and Locusts », The Practical Entomologist, vol. II, no 1,‎ octobre 1866, p. 1–2 (lire en ligne)
7. ↑  C. Thomas, « On the Orthoptera collected by Elliott Coues, U.S.A., in Dakota and Montana, during 1873-74 », Bulletin of the United States Geological and Geographical Survey of the Territories. Department of the Interior, vol. 4,‎ 1878, p. 483–501 (lire en ligne)
8. ↑  Scudder, S.H., « Remarks on Caloptenus and Melanoplus, with a notice of the species found in New England », Proceedings of the Boston Society of Natural History, vol. 19,‎ 1878, p. 281–286 (lire en ligne)
9. ↑  SH Scudder, « Remarks on Calliptenus and Melanoplus, with a notice of the species found in New England », Proceedings of the Boston Society of Natural History, vol. 19,‎ 1878, p. 287 (lire en ligne)
10. ↑  SH Scudder, Entomological Notes, vol. 6, 1878, 46 p. (lire en ligne)
11. ↑  SH Scudder, « Revision of the orthopteran group Melanoplii (Acridiidae), with special reference to North American forms », Proceedings of the United States National Museum, vol. 20, no 1124,‎ 1898, p. 184 (DOI 10.5479/si.00963801.20-1124.1, lire en ligne) and references therein
12. 1 2  Jeffrey A. Lockwood et Larry D. Debrey, « A Solution for the Sudden and Unexplained Extinction of the Rocky Mountain Grasshopper (Orthoptera: Acrididae) », Environmental Entomology, vol. 19, no 5,‎ 1990, p. 1194–1205 (DOI 10.1093/ee/19.5.1194)
13. ↑  Pellegrini, E.J., Hattori, E.M., Benson, L.V., Southon, J., Song, H. et Woller, D.A., « A 14,100 cal B. P. Rocky Mountain locust cache from Winnemucca Lake, Pershing County, Nevada », Journal of Archaeological Science: Reports, vol. 46,‎ 2022, p. 103704 (DOI 10.1016/j.jasrep.2022.103704 , Bibcode 2022JArSR..46j3704P)
14. 1 2 3 4 5 6  Chuck Lyons, « 1874: The Year of the Locust », sur HistoryNet, 5 février 2012 (consulté le 17 juin 2015)
15. ↑  First Annual Report of the United States Entomological Commission for the year 1877 relating to the Rocky Mountain Locust, Washington, 1878 (lire en ligne), p. 274
16. ↑  Modèle:Cite iucn
17. ↑  Gollop, J.B., Barry, T. W. et Iverson, E. H., Eskimo Curlew: a vanishing species?, Saskatchewan Natural History Society, 1986
18. ↑  « Threatened and Endangered Species. Eskimo Curlew » [archive du 9 janvier 2009], US Fish and Wildlife Service, 2006
19. 1 2 3 4  W. Chapco et G. Litzenberger, « A DNA investigation into the mysterious disappearance of the Rocky Mountain grasshopper, mega-pest of the 1800s », Molecular Phylogenetics and Evolution, vol. 30, no 3,‎ mars 2004, p. 810–814 (PMID 15012958, DOI 10.1016/S1055-7903(03)00209-4, Bibcode 2004MolPE..30..810C, lire en ligne)
20. 1 2 3  Jeffrey A. Lockwood, Locust: the Devastating Rise and Mysterious Disappearance of the Insect that Shaped the American Frontier, New York, Basic Books, 2004, 1st éd. (ISBN 978-0-7382-0894-7)
21. ↑  C. Thomas, « On the Orthoptera collected by Dr. Elliott Coues, U.S.A., in Dakota and Montana, during 1973–74 », Department of the Interior, vol. 4,‎ 1878, p. 485–501 (lire en ligne)
22. ↑  (en) « txid180214[Organism:noexp] - Nucleotide - NCBI », sur www.ncbi.nlm.nih.gov
23. ↑  Stephen Gross, « The Grasshopper Shrine at Cold Spring, Minnesota: Religion and Market Capitalism among German-American Catholics », The Catholic Historical Review, vol. 92, no 2,‎ 2006, p. 215–243 (ISSN 0008-8080, JSTOR 25027056, lire en ligne)
24. ↑   Janice Wedl, O.S.B. (2005), A Dwelling Place for God: The History of St. Mary, Help of Christians Parish, St. Augusta, Minnesota, North Star Press, St. Cloud, Minnesota. Pages 110-113.
25. ↑   Fr. Robert J. Voigt (1991), The Story of Mary and the Grasshoppers, Cold Spring, Minnesota. Page 25.
26. ↑  Carol Kaesuk Yoon, « Looking Back at the Days of the Locust », The New York Times, 23 avril 2002 (consulté le 1er avril 2015)
27. ↑  Edwin A. Curley (Introduction by Richard Edwards), Nebraska 1875: Its Advantages, Resources, and Drawbacks, U of Nebraska Press, 2006 (1re éd. 1875) (ISBN 978-0-8032-6468-7, lire en ligne ), « Introduction », xvii
28. ↑  (en) « You Heard That Right. An Opera About Locusts », sur Wyoming Public Media, 14 septembre 2018 (consulté le 27 décembre 2022)

### Général
- Ashley B. Gurney et A. R. Brooks, « Grasshoppers of the Mexicanus Group, Genus Melanoplus (Orthoptera: Acrididae) », Smithsonian Institution, vol. 110, no 3416,‎ 1959, p. 1–93 (DOI 10.5479/si.00963801.110-3416.1, S2CID 40907558, lire en ligne [archive du 15 novembre 2019])
- Lisa Levitt Ryckman, « The Great Locust Mystery », Rocky Mountain News, Denver, Colo.,‎ 22 juin 1999 (lire en ligne [archive du 1er juin 2009], consulté le 31 mars 2013)
- M. J. Samways et Lockwood, J. A., « Orthoptera conservation: pests and paradoxes », Journal of Insect Conservation, vol. 2, nos 3/4,‎ 1er janvier 1998, p. 143–149 (DOI 10.1023/A:1009652016332, Bibcode 1998JICon...2..143S, S2CID 25949134)
- Bruce D. Sutton, David A. Carlson, Jeffrey A. Lockwood et Richard A. Nunamaker, « Cuticular Hydrocarbons of Glacially-Preserved Melanoplus (Orthoptera: Acrididae): Identification and Comparison with Hydrocarbons of M. sanguinipes and M. spretus », Orthopterists' Society, no 5,‎ août 1996, p. 1–12 (DOI 10.2307/3503569, JSTOR 3503569, S2CID 15670276, lire en ligne )